# Abbaye Saint-Pierre de Flavigny-sur-Ozerain
Pour les articles homonymes, voir Abbaye de Flavigny.
L'abbaye de Flavigny est une ancienne abbaye de moines bénédictins qui a été fondée en 719 par Wideradus (Wiré, Guiré), un puissant seigneur burgonde qui lui lègue un vaste territoire. Elle est située dans la commune de Flavigny-sur-Ozerain, en Côte-d'Or. Elle fait partie de la paroisse de Flavigny et du diocèse d'Autun de 866 à 1790, puis de Dijon depuis 1822.
La crypte Sainte-Reine fait l’objet d’un classement au titre des monuments historiques depuis le 24 janvier 1906, remplacé par un classement en date du 13 septembre 2013 protégeant la crypte et les vestiges enfouis, classement modifié le 27 février 2014.

## Histoire
En 719, dans son testament, Waré (Wideradus) a fait écrire : « […] J'ai construit un monastère sur mes propres fonds et à mes frais au lieu nommé Flavigny ; j'ai légué selon la règle à l'abbé Magnoaldus et à ses moines pour qu'ils le possèdent à perpétuité ». Le premier abbé serait donc Magnoaldus, mort en 745. Son premier testament est daté de Semur le 18 janvier 722, la première année de Thierry IV, et le second fait à Autun, la quatrième année de Childéric III, c'est-à-dire en 746 ou 747.
Soumise à la règle de saint Benoît de Nursie, sa charte de fondation est approuvée en 745 au concile d'Autun. Bénéficiant de la protection des rois carolingiens, elle connaît des débuts florissants.
En 755, Manassès le Grand est élu abbé de Flavigny. Il meurt en 788. D'une campagne en Auvergne il  rapporte des reliques de saint Préjet (Præjectus, ou saint Prix, ancien évêque de Clermont-Ferrand, assassiné à Volvic le 25 janvier 676). Vers cette période existe à Flavigny un scriptorium important.
En 845 meurt l'abbé Marian.
Charles II le Chauve nomme Egil de Prüm abbé de Favigny en 860. Il est en contact avec Loup de Ferrières et avec Raban Maur de Fulda. D'après Hugues de Flavigny, le 22 mars 864, il procède à la translation des reliques de sainte Reine, depuis Alise-Sainte-Reine vers la crypte de l'abbatiale où se trouvaient déjà les reliques de saint Prix. De cette époque date la partie la plus ancienne de l'abbatiale : la crypte carolingienne.
En 877, Adalgaire, évêque d'Autun, obtient du pape Jean VIII, sur recommandations de Charles le Chauve, l'intégration des revenus de l'abbaye de Flavigny et de la seigneurie d'Alise dans ceux de l'évêque.
Le pape Jean VIII consacre son église abbatiale le 28 octobre 878 lors de sa venue au concile de Troyes. Possédant de nombreuses reliques, elle attire de nombreux pèlerins. Elle subit ensuite un long déclin à partir du XIIe siècle du fait de la concurrence des nouveaux centres de pèlerinage de Vézelay et l'abbaye de Saint-Martin d'Autun.
Du 11 au 25 janvier 887, les Normands sont à Flavigny. Hugues de Flavigny raconte que huit moines ou serviteurs sont tués.
En 906, l'abbaye devint propriétaire de la saline de Grozon.
En 1096, Hugues de Flavigny est élu abbé de Flavigny. Il est né vers 1064 à Verdun et est mort avant 1150. Il doit quitter l'abbaye vers 1101 à la suite de l'opposition de l'évêque d'Autun et de ses moines. Il a rédigé la Chronique de Flavigny qui raconte l'histoire du monde depuis l'origine jusqu'en 1002 puis, dans un second volume, une histoire plus régionale, jusqu'en 1112.

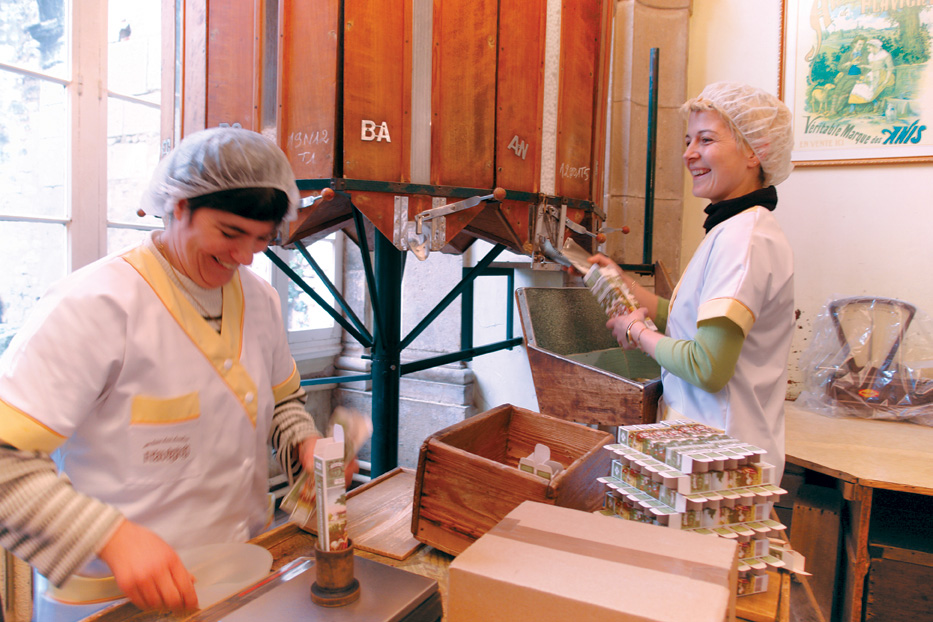
L'atelier de conditionnement des Anis de Flavigny à l'abbaye.

Passée sous l'autorité des évêques d'Autun depuis 877, et des ducs de Bourgogne, son affaiblissement temporel et spirituel se poursuit avec l'instauration du régime de la commende à compter de 1530. Lors de la guerre de Cent Ans, elle subit l'invasion des troupes anglaises, puis les conséquences des guerres de religion. Dans un titre de 1379, l'abbé est tenu de donner un festin à ses religieux le 3 octobre, jour de la fête de leur saint fondateur.
Au XVIIe siècle, l'édifice est dans un état déplorable lorsque les bénédictins de l'abbaye de Saint-Maur s'y installent en 1644. Ils engagent d'importants travaux qui dureront jusqu'au milieu du XVIIIe siècle.
En 1791, l'abbaye est vendue comme bien national et réinvestie par des fabriques d'Anis de Flavigny. L'abbatiale et une partie du chevet sont détruites au début du XIXe siècle. Il est possible de visiter sa crypte carolingienne, ainsi que l'atelier de dragéification des Anis de Flavigny.

## Architecture
La première abbatiale était consacrée à saint Prix. Elle fut ensuite consacrée à saint Pierre le 28 octobre 878 par le pape Jean VIII. Il subsiste des vestiges de l'ancienne crypte carolingienne, édifiée au IXe siècle, pour accueillir les reliques de sainte Reine, avec un oratoire qui lui est accolé. Déblayée au XIXe siècle, ses sculptures traduisent une influence italienne.

## Reliques
- Corps de sainte Reine, transféré d'Alise-Sainte-Reine à Flavigny en 866.

## Galerie

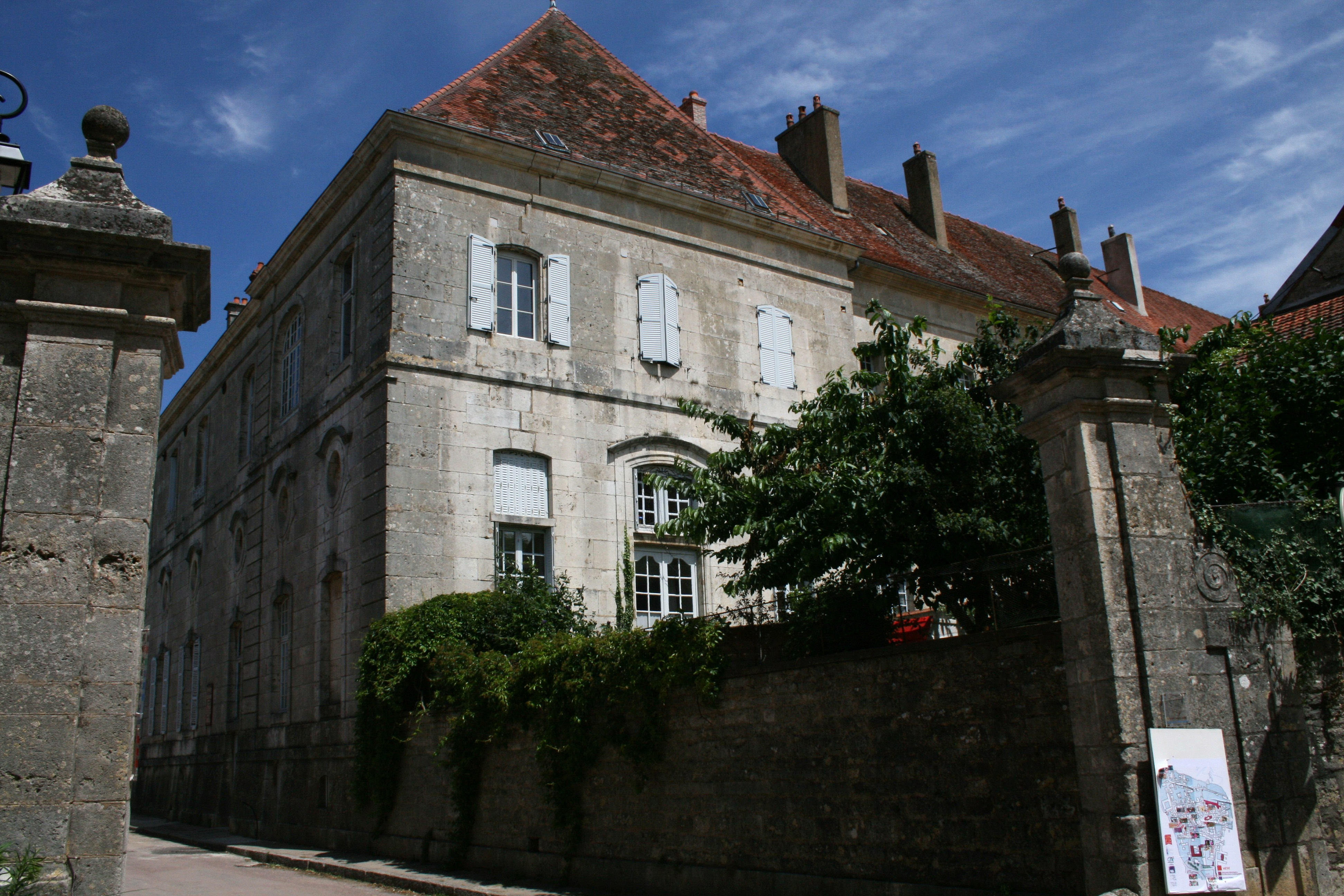
Vue extérieure.
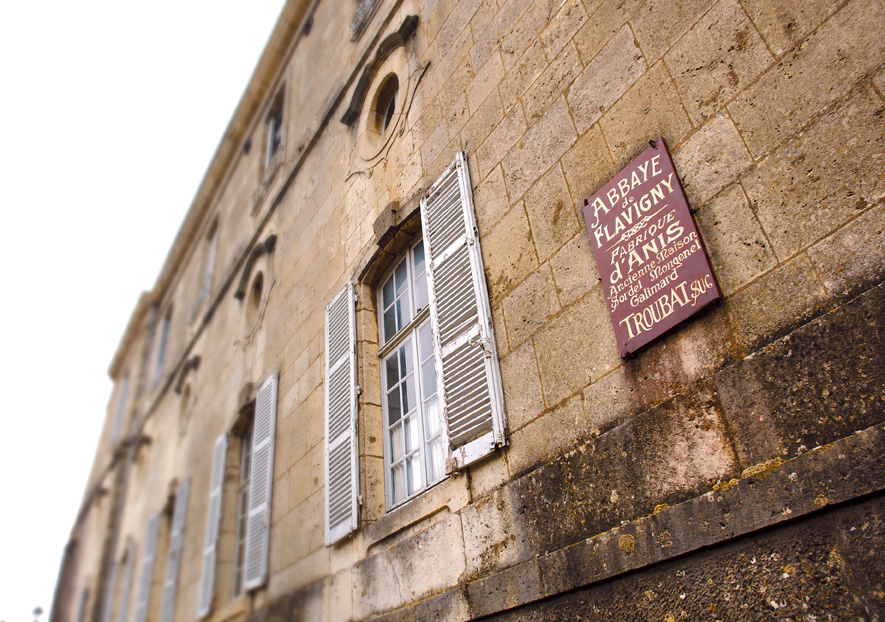
Vue extérieure.
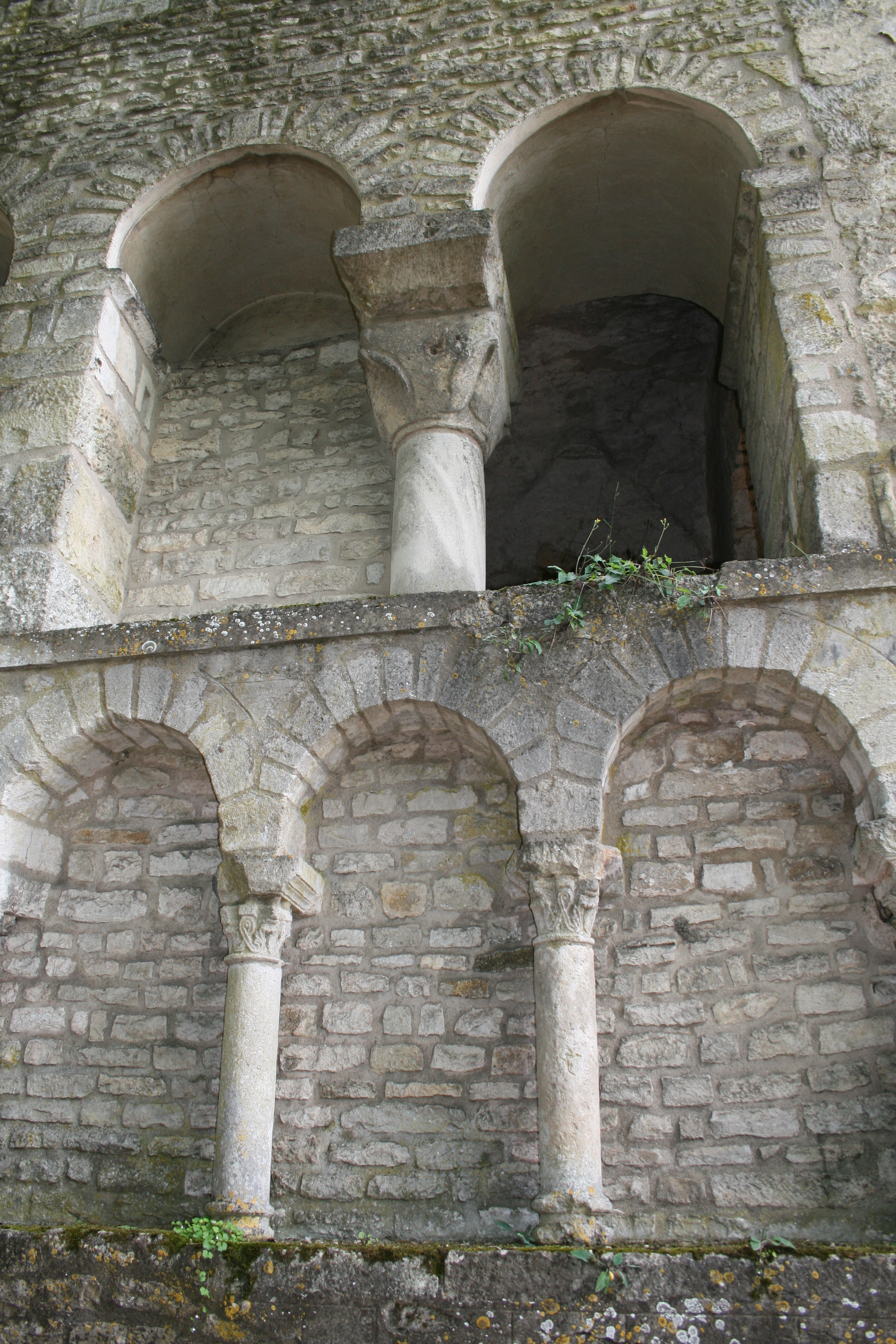
Vue extérieure (abside carolingienne).
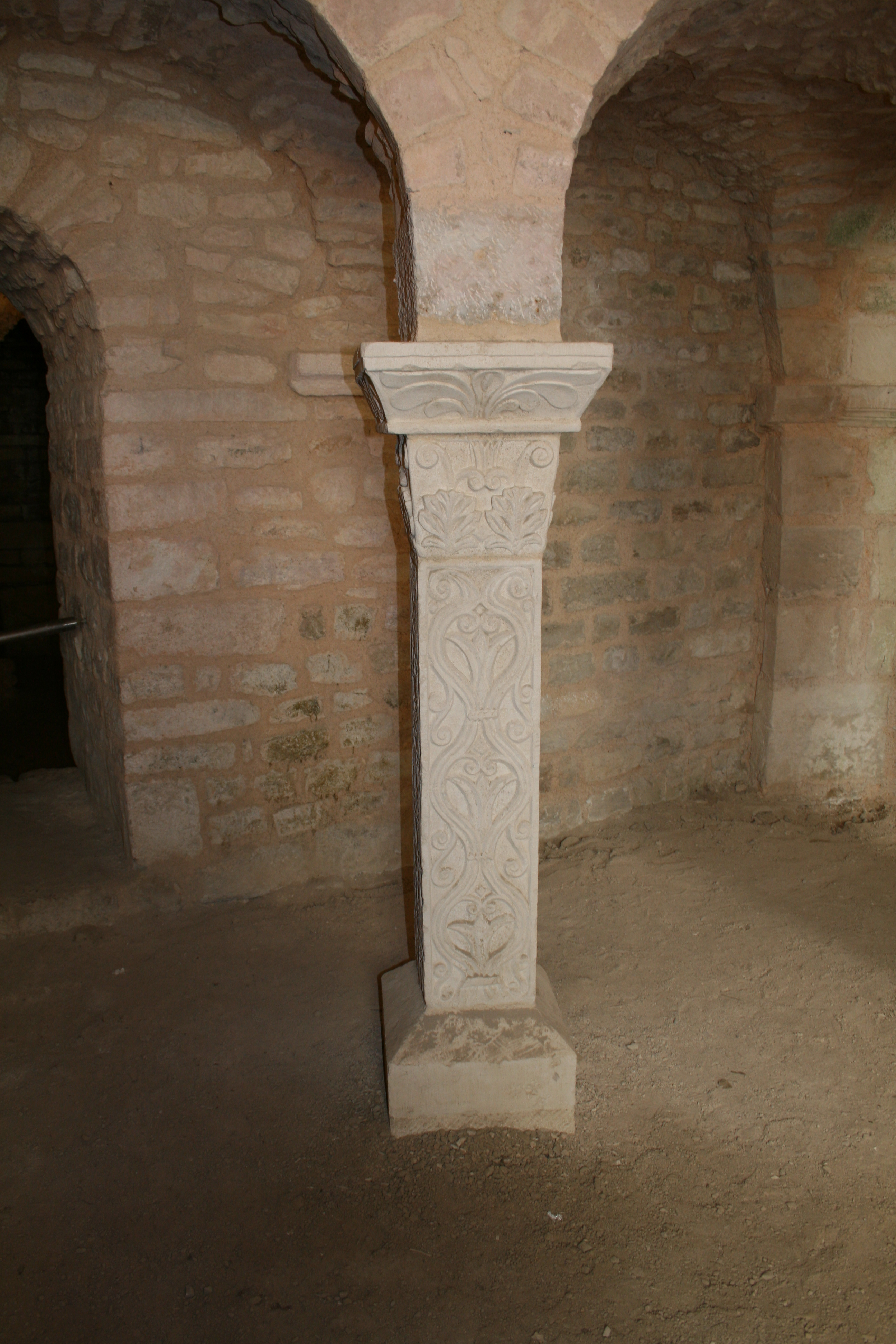
Pilier carolingien (copie).
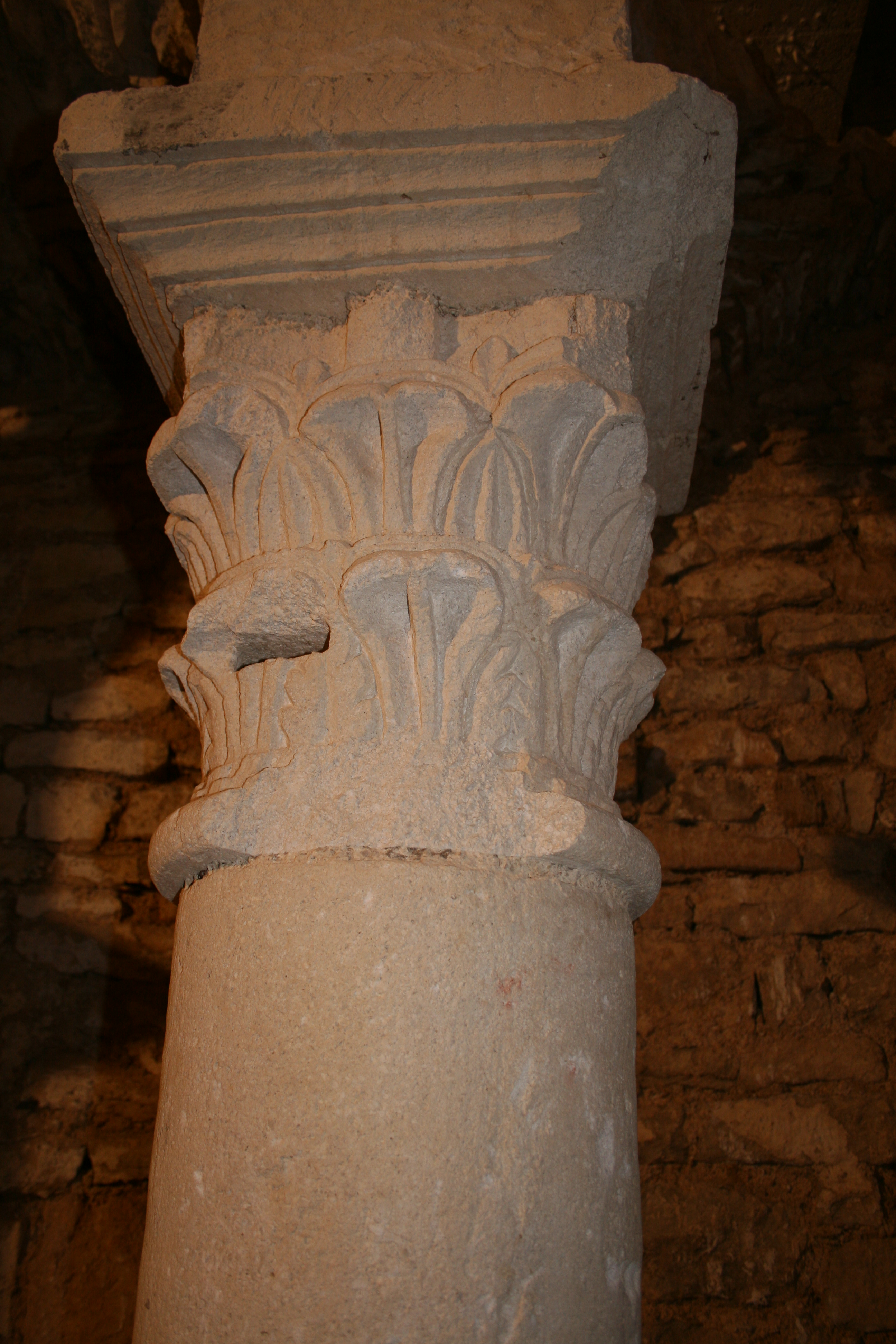
Chapelle oratoire.
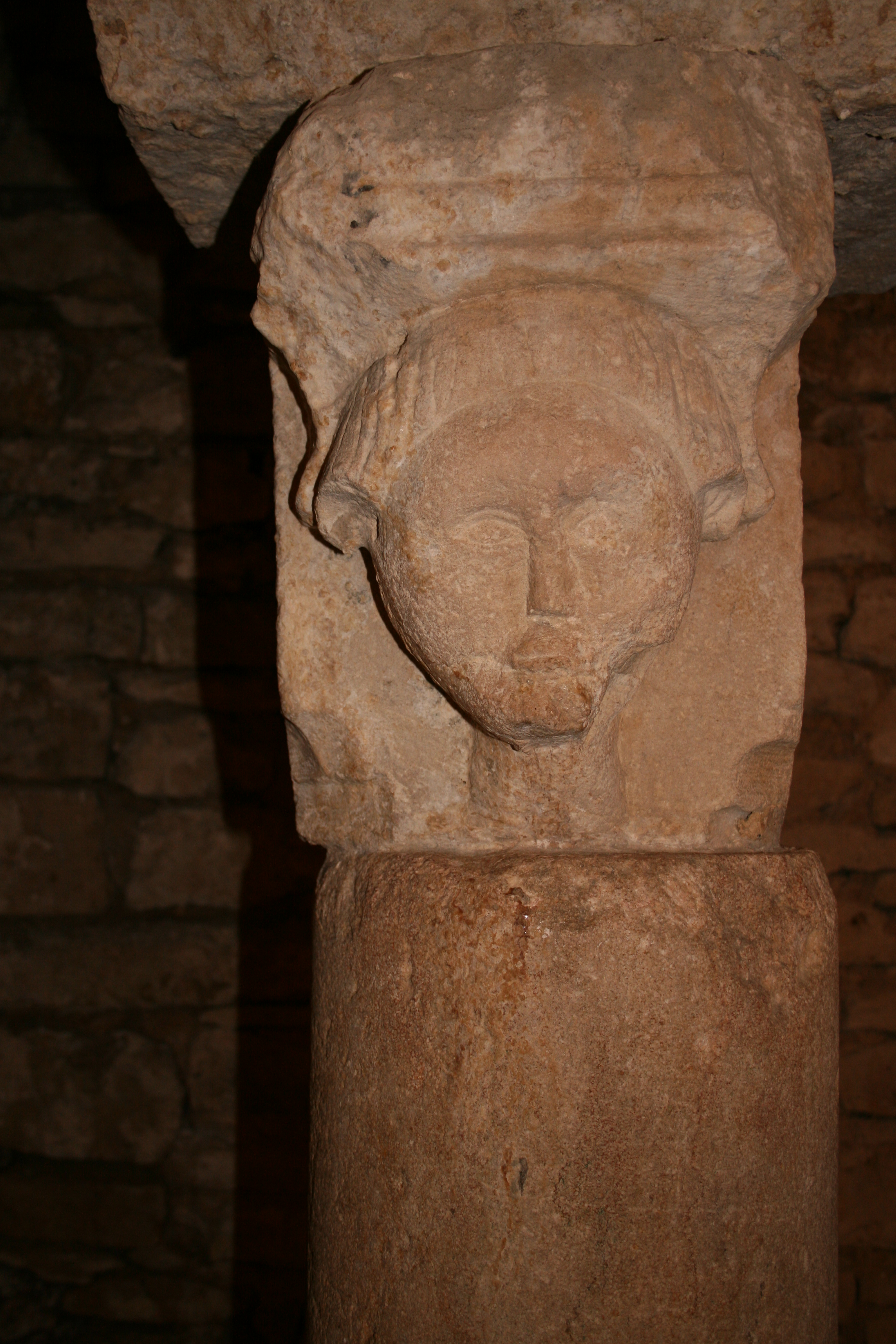
La crypte Sainte-Reine.
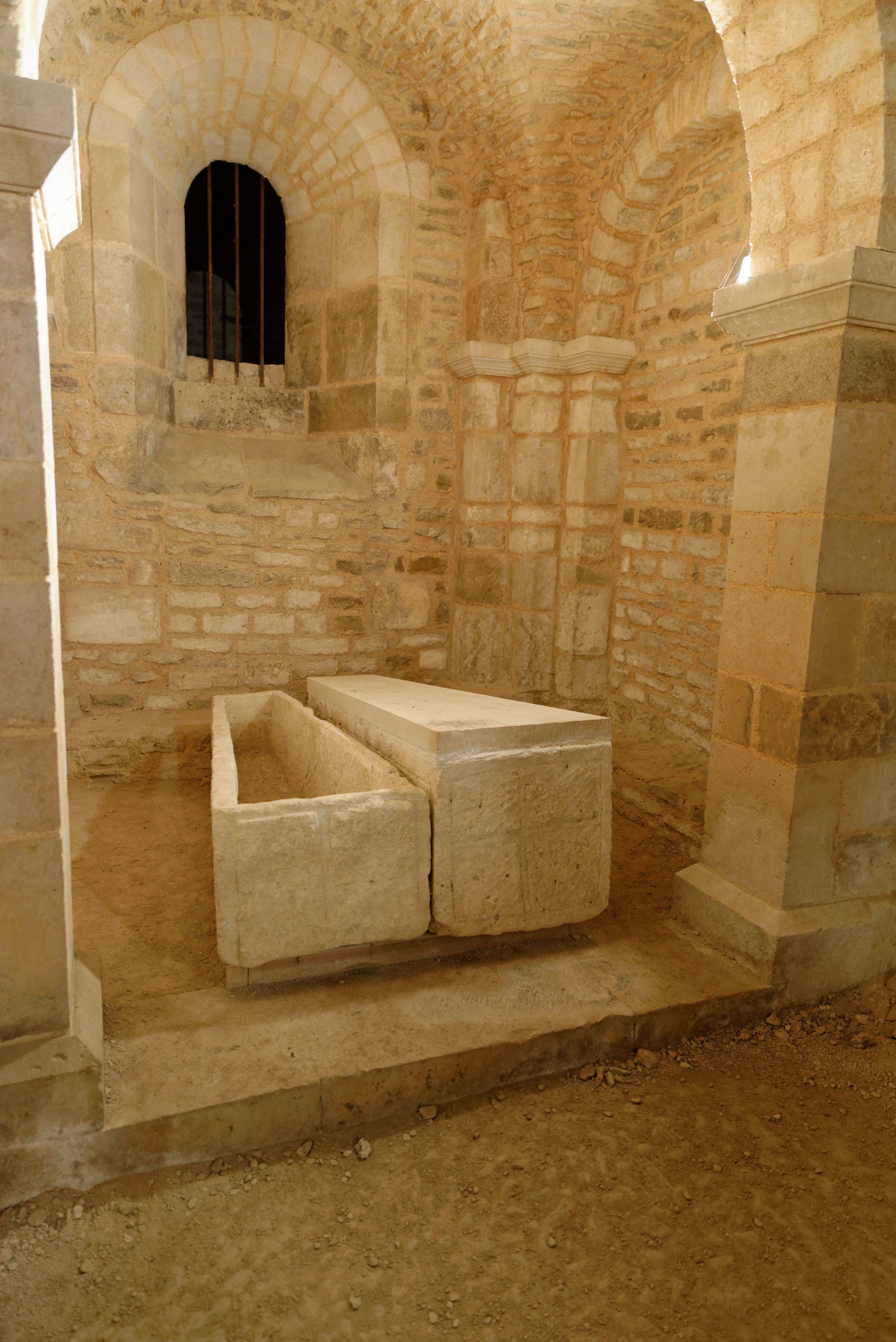
Collatéral sud.
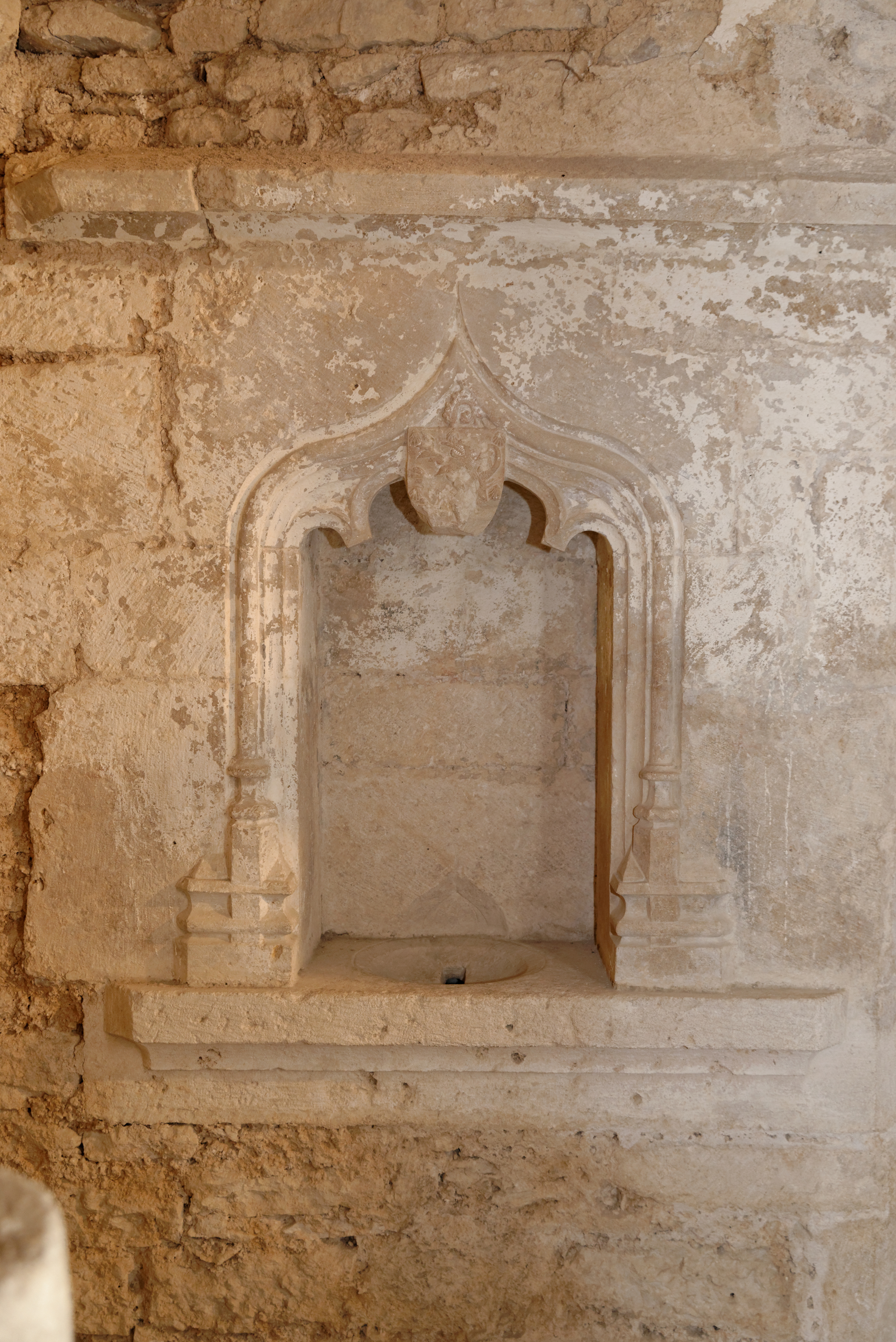
Piscine avec les armes de Jean de Bourbon.
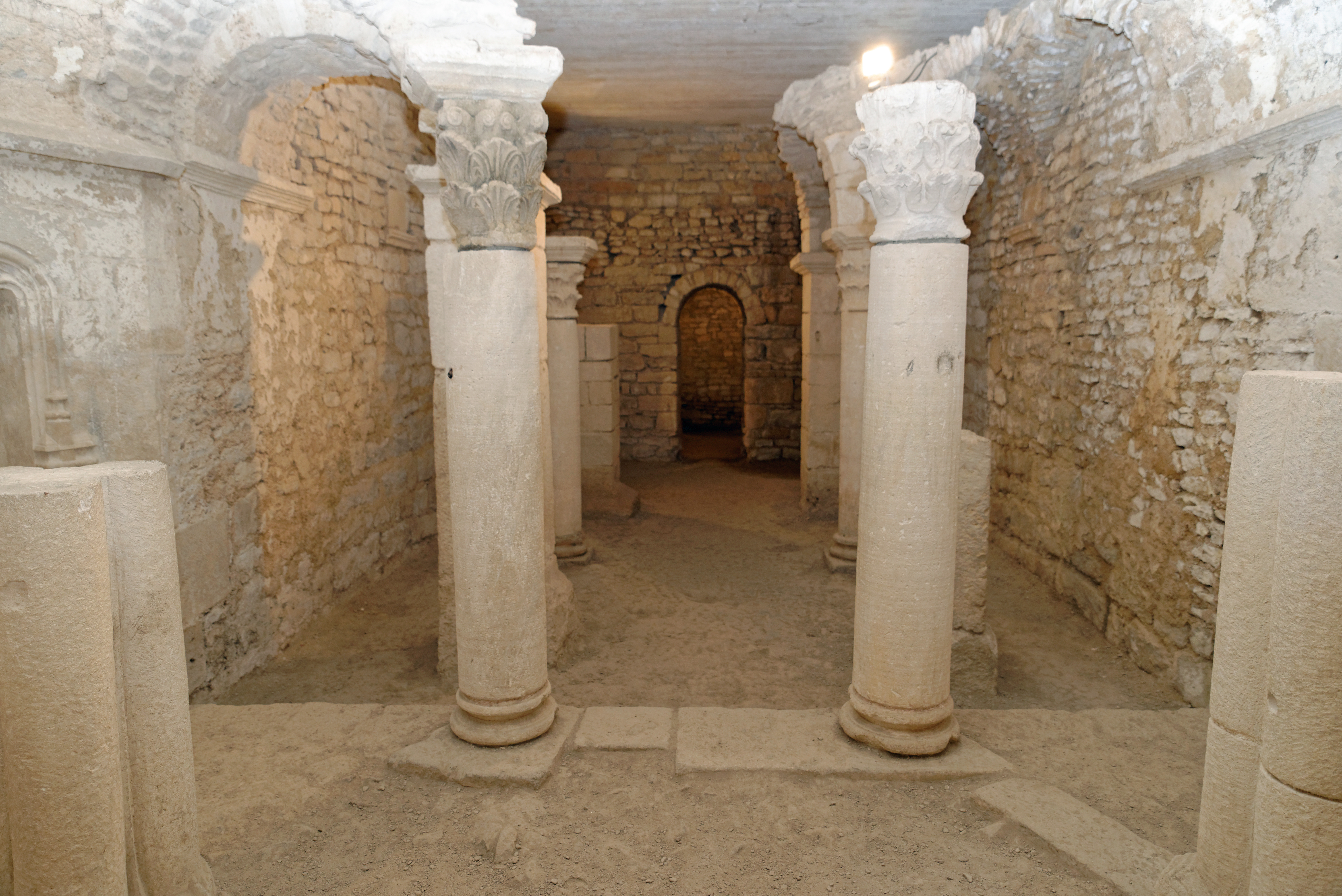
La travée droite et la chapelle hexagonale.

## Religieux et hôtes illustres
- Venues de Langres, les Ursulines s’étaient installées à Flavigny en 1632. Au gré des donations, elles étendent le territoire de leur couvent et ouvrent une école où seront accueillis jusqu’à 145 élèves. Au XVIIIe siècle, elles lancent la construction d’un nouveau couvent mais ne parviennent pas à mener le projet à terme. Elles construisent également une « grotte de prière » d'inspiration baroque, récemment restaurée. À la suite d'incendies, l’apparence des bâtiments situés à la pointe est du bourg, sera modifiée au XIXe siècle.
- En 1700, Dom Louis le Maignan, prieur de l'abbaye Saint-Pierre de Bèze, est nommé abbé. Claude Couthier, marquis de Souhey, fait bâtir à Flavigny, près de la porte du Bourg, un hôtel particulier. Neuf ans plus tard, pour aménager des jardins en terrasses dans un enclos qui surplombe la vallée, il embauche une grande partie des ouvriers locaux pour les préserver de la famine qui dévaste la Bourgogne.
- En 1829, les religieuses Ursulines de Flavigny s'installent dans les bâtiments qu'elles remettent en état. Après leur expulsion en 1906, l'hôtel devient jusqu’en 1967 le petit séminaire diocésain, puis est abandonné.
- En 1848, le Père Lacordaire implante à Flavigny un noviciat de l'Ordre dominicain, agrandi à la fin du XIXe siècle. Cet ancien couvent, appelé « maison Lacordère », recèle de beaux jardins et accueille désormais le séminaire du Curé d'Ars.

## Terriers, propriétés, dépendances et revenus

### Prieurés, monastères et églises
- Le monastère Sainte-Reine d'Alise en 719 passe à l'abbaye dont Widrad dans son testament de 722 indique qu'il en est l'abbé[10] ;
- l'église Saint-Martin de Chichée dépendit de l'abbaye Saint-Pierre de Flavigny à partir du 8 avril 966. « À cette date, Achard, évêque de Langres de 948 à 970, à la prière de ses fidèles Aganon, illustre chevalier, et Simon, archiprêtre, donne à Adrad, abbé de Flavigny, et à Milon, son neveu, pour en jouir pendant leur vie, l'église de Saint-Martin-de-Chichée, près Chablis, avec toutes les dîmes qui en dépendent. »[11] (en latin : « « altare sancti Martini cum decimis sibi aspicientibus, quod est situm in comitatu Tornetrinse, et in villa Chichiviaco. »). En 1116, l'église de Chichée est confirmée dans son rattachement à l'abbaye Saint-Michel de Tonnerre par Godefroy, évêque de Langres[12].

### Fiefs et seigneuries
- Seigneurie de Chichée, léguée par Widrad dans son testament de 722 au monastère Sainte-Reine d'Alise, dont il est également l'abbé[13].